# 苏木因
苏木因（美式英语:Hematein，英式英语:haematein），是苏木精被氧化后的衍生物并被用于染色。注意“Haematein”与“Haematin”不同，后者是棕黑色的含铁色素，来自于血红蛋白的分解。只有在色指数中，“haematein”才被称为“hematite”。
它具有指示剂性质，在碱性水溶液中不溶且为蓝色，在酸性醇条件下为红色。溶解后，它会与大气中的氧缓慢反应，产物则没有用处。
在酸性条件下，它与金属离子（通常是铝或铁，但铬，锆和其他几种也行）形成的复合物被用作生物染料。铝-苏木因（被称作“haemalum”）是对人体和其他动物组织细胞核的常见染色剂。金属-苏木因染料也对细胞核之外的物件适用，如神经髓鞘和多种细胞器。 染色的颜色与所用的盐有关。如铝-苏木因复合物常常是蓝色，而Fe(III)所形成的复合物则是暗蓝色至黑色。
铝-苏木因复合物能与细胞核的核染色质结合显色。尽管这一方法从1860年代就开始使用，复合物与之结合的具体位置依然是未知的。有的组织化学研究显示是配合物阳离子被磷酸基团吸引（该基团来自DNA）；有的则暗示组蛋白中的精氨酸是作用底物。
能被铝-苏木因复合物染色的结构常被认为是嗜碱性的，但其染色机理并非其他小分子的碱性（阳离子）染料那么简单。真正的嗜碱性结构应当具有核酸基团或其他聚阴离子，例如细胞外基质上的粘多糖或粘液中的酸性糖蛋白。但一般说来，铝-苏木因复合物仅能对核染色质、角蛋白颗粒或钙化沉积物等几种材料进行染色。在pH 3.2条件下（比通常染色使用的pH要高），铝-苏木因复合物的极稀溶液就能够缓慢地使核酸被染色。一般染色过程所使用的溶液要更浓而且更酸（pH 2-2.5），并且能对已经用化学品或酶方法提取了DNA和RNA的细胞核进行染色。